# أيام جميلة
أيام جميلة (بالتركية: Güzel Günler)‏ هو مسلسل دراما كوميدي تركي من بطولة بينور كايا، ايجيم اركيك، ليلى تانلار و زينب تشامجي، يدأ عرض المسلسل على قناة شو تي في في 6 نوفمبر 2022.